# Nguyễn Văn Rốp
Nguyễn Văn Rốp (sinh năm 1949, mất năm 2000) là Thiếu tướng Công an nhân dân Việt Nam và chính trị gia người Việt Nam. Ông là Thứ trưởng thường trực Bộ Nội Vụ (nay là Bộ Công an) (1996-2000), đại biểu Quốc hội Việt Nam khóa IX, khóa X thuộc đoàn đại biểu Tây Ninh.

## Tiểu sử
Nguyễn Văn Rốp sinh ngày 21 tháng 12 năm 1949, người dân tộc Kinh, không theo tôn giáo nào, quê quán tại xã Lộc Hưng, huyện Trảng Bàng, tỉnh Tây Ninh.
Ông có trình độ cử nhân chính trị.
Năm 1964, ông tham gia hoạt động cách mạng.
Năm 1967, ông gia nhập Đảng Cộng sản Việt Nam.
Năm 1969, ông là Bí thư Đoàn ủy cơ sở Dân vận mặt trận tỉnh, Thư ký tổng hợp cơ quan Hội Nông dân tỉnh Tây Ninh.
Năm 1970, ông là Tổ phó Tổ Cơ yếu Tỉnh ủy, Phó Bí thư chi bộ Văn phòng Tỉnh ủy, Thường vụ Đoàn ủy khối cơ quan Dân Chính Đảng tỉnh Tây Ninh.
Năm 1976, ông là Chánh Văn phòng, Ủy viên Ủy ban Kiểm tra Tỉnh ủy Tây Ninh.
Từ năm 1983 đến năm 1996, ông là Tỉnh ủy viên, Chánh Văn phòng Tỉnh ủy, Ủy viên Thường vụ Tỉnh ủy, Phó Bí thư, Bí thư Tỉnh ủy Tây Ninh.
Năm 1996, ông gia nhập lực lượng Công an nhân dân Việt Nam.
Từ năm 1996 đến năm 2000, ông là Thứ trưởng Bộ Công an.
Ông là Ủy viên Ban Chấp hành Trung ương Đảng Cộng sản Việt Nam khóa VIII, đại biểu Quốc hội khóa IX.
Ông là đại biểu Quốc hội Việt Nam khóa 10 tỉnh Tây Ninh, nguyên Ủy viên Ban Chấp hành Trung ương Đảng Cộng sản Việt Nam, Thứ trưởng thường trực Bộ Nội Vụ (nay là Bộ Công an), quân hàm thiếu tướng, Uỷ viên Uỷ ban Quốc phòng và An ninh của Quốc hội.

## Khen thưởng
- Huân chương Kháng chiến chống Mỹ hạng Nhì[2]